# アゲハ 女性秘匿捜査官・原麻希
『アゲハ 女性秘匿捜査官・原麻希』（アゲハ じょせいひとくそうさかん・はらまき）は、吉川英梨による日本の推理小説。2人の子持ちの警察官である原麻希が事件に挑む女性秘匿捜査官・原麻希シリーズの第1作である。

## あらすじ
ある日、麻希が自宅へ戻ると、息子と娘を預かったという誘拐犯からの電話があり、犯人の指示のもと、箱根の芦ノ湖畔へと向かった。そこには同じく息子を誘拐されたかつての自分の上司、戸倉加奈子の姿があった

## 登場人物
戸倉加奈子
麻希の元上司
関谷真一
過去の事件の被疑者。
是枝洋平
加奈子の現在の夫。
和也
洋平の息子。
アゲハ
数年前に警察により壊滅させられた急進的過激派組織の「背望会」の新リーダー。
リクルーター
アゲハに協力する謎の人物。